# Hadi Choopan
Hadi Choopan (* 26. září 1987, provincie Fars, Írán), známý pod přezdívkou „Perský vlk“, je íránský profesionální kulturista a vítěz soutěže Mr. Olympia 2022.

## Život
Posilování se začal věnovat ve 13 letech, kdy začal chodit do posilovny se starším bratrem Hassanem. Tehdy se věnoval i boxu, a to do 18 let. Z té doby mu jako následek zranění z boxu zůstalo sluchové postižení. Pak se stal kulturistou. Na začátku však neměl žádné sponzory. Musel tak prodat auto, aby měl na nájem a trénink. Ve 21 letech zvítězil s váhou 68 kilogramů v regionální kulturistické soutěži. O tři roky později, když již vážil 100 kilogramů, se stal národním šampiónem. V letech 2011 až 2016 byl stálým členem íránského národního kulturistického týmu.
Před vítězstvím v soutěži Mr. Olympia 2022 se Choopan na Instagramu dovolával jména Ahura Mazdy. Ahura Mazda je nejvyšším božstvem předislámské íránské víry zoroastrismu. Vzhledem k protestům v Íránu to bylo vnímáno jako akt vzdoru proti islámu a íránskému režimu, které odpadlictví od víry trestají smrtí.
Svou medaili navíc věnoval „ušlechtilým ženám Íránu a íránskému lidu“.